# Eric Hinske
Eric Scott Hinske (5 de agosto de 1977) é um jogador profissional de beisebol estadunidense.

## Carreira
Eric Hinske foi campeão da World Series 2009 jogando pelo New York Yankees.